# Аргентино-ирландские отношения
Аргентино-ирландские отношения — двусторонние дипломатические отношения между Аргентиной и Ирландией.

## История
Первые ирландские переселенцы вероятнее всего прибыли в Аргентину на испанских кораблях. С 1806 по 1807 год британские вооружённые силы предприняли несколько безуспешных попыток установить контроль над Аргентиной, в основном над эстуарием Ла-Плата, которые остались в истории под названием Британские вторжения в вице-королевство Рио-де-Ла-Плата. Во время вторжений были случаи дезертирства британских солдат ирландской армии, которые предпочли присоединиться к испанской или аргентинской армии. В 1810 году в Аргентину прибыл ирландский адмирал Уильям Браун, который стал отцом-основателем аргентинского флота и принимал участие в боях против Испании, Бразилии, Англии и Франции.
В период с 1830 по 1930 год из-за бедности и голода более 50 000 ирландцев эмигрировали в Аргентину в поисках земли и лучшей жизни. Аргентина стала домом для пятой по величине ирландской диаспоре и самой большой в стране, не говорящей по-английски. Примерно 500 000 аргентинцев имеют ирландские корни.
В 1916 году во время Пасхального восстания ирландец из Аргентины Имон Балфин поднял флаг с надписью «Ирландская республика» над зданием главного почтамта в Дублине. Поскольку у Имона Балфина был аргентинский паспорт, он не был казнен после того, как его поймали англичане. Имона Балфина депортировали в Аргентину, где затем он был назначен Имоном де Валерой первым ирландским консулом в этой стране. В 1921 году Имон Балфин присоединился к ирландскому республиканцу Лоуренсу Гиннеллу, они поддерживали идею независимости Ирландии стремились и собрать сумму для реализации этой идеи в размере 500 000 фунтов стерлингов у самых богатых членов ирландской общины в Аргентине. В 1937 году Ирландия стала независимой страной, а в июне 1947 года Аргентина установила с ней дипломатические отношения. В том же году Ирландия открыла посольство в Буэнос-Айресе.
Во время Фолклендской войны (апрель-май 1982 года) между Аргентиной и Великобританией, Ирландия была непостоянным членом Совета Безопасности ООН и проголосовала за Резолюцию Совета Безопасности ООН 502, согласно которой стороны конфликта должны были немедленно прекратить боевые действия, а Аргентину призвали осуществить полный вывод войск с Фолклендских островов. Однако, премьер-министр Великобритании Маргарет Тэтчер обращалась к правительству Ирландии с просьбой воздержаться при рассмотрении Резолюции Совета Безопасности ООН 502. В 2016 году Аргентина и Ирландия отметили двухсотлетие со дня независимости Аргентины и столетие Пасхального восстания.

## Торговля
В 2014 году объём товарооборота между странами составил сумму 545 млн. долларов США. Экспорт Аргентины в Ирландию: соевые бобы, отруби, вина, овощи и эфирные масла. Экспорт Ирландии в Аргентину: кровь человеческая; кровь животных, медикаменты, краны, компьютеры и медицинское оборудование. Аргентина является третьим крупнейшим торговым партнером Ирландии в Латинской Америке. В 2000 году страны-члены Меркосур (включая Аргентину) и Европейский союз (включая Ирландию) начали переговоры о заключении соглашении о свободной торговле.

## Дипломатические представительства
- Аргентина имеет посольство в Дублине[11].
- У Ирландии имеется посольство в Буэнос-Айресе[12].